# Sportovní doplněk stravy
Sportovní doplňky stravy slouží k doplnění toho, co sportovcům ve stravě chybí vzhledem k jejich specifickým nutričním potřebám, nebo to, co na ně může pozitivně působit, obzvláště v různých obdobích a fázích tréninku. Důležité je, najít látku, která účinně zlepšuje výkonnost, ale není zakázaná a nemá škodlivé nežádoucí účinky. Doplňky stravy jsou velmi podstatnou kategorií sportovní výživy. Podle jejich bezpečnosti a účinnosti se dělí do čtyř skupin.

## Kategorie a jejich přidružené doplňky rozděleny podle jejich účinnosti a bezpečnosti
| Kategorie                                                                       | Suplement                                                                                             | Kategorie | Suplement                                                                                        |
| Skupina A                                                                       | Skupina A                                                                                             | Skupina B | Skupina B                                                                                        |
| Doplňky vhodné pro použití v konkrétních situacích ve sportu                    | Sportovní nápoje                                                                                      | Doplňky, které jsou pravděpodobně vhodné pro použití v konkrétních situacích ve sportu. Měly by být předmětem dalšího zkoumání | B-alanin                                                                                         |
| Doplňky vhodné pro použití v konkrétních situacích ve sportu                    | Sportovní gely                                                                                        | Doplňky, které jsou pravděpodobně vhodné pro použití v konkrétních situacích ve sportu. Měly by být předmětem dalšího zkoumání | Šťáva z červené řepy / Dusičnany                                                                 |
| Doplňky vhodné pro použití v konkrétních situacích ve sportu                    | Sportovní cukrovinky                                                                                  | Doplňky, které jsou pravděpodobně vhodné pro použití v konkrétních situacích ve sportu. Měly by být předmětem dalšího zkoumání |                                                                                                  |
| Doplňky vhodné pro použití v konkrétních situacích ve sportu                    | Syrovátkový protein                                                                                   | Doplňky, které jsou pravděpodobně vhodné pro použití v konkrétních situacích ve sportu. Měly by být předmětem dalšího zkoumání | Antioxidanty C a E                                                                               |
| Doplňky vhodné pro použití v konkrétních situacích ve sportu                    | Sportovní tyčinky                                                                                     | Doplňky, které jsou pravděpodobně vhodné pro použití v konkrétních situacích ve sportu. Měly by být předmětem dalšího zkoumání | HMB                                                                                              |
| Doplňky vhodné pro použití v konkrétních situacích ve sportu                    | Tekutá strava                                                                                         | Doplňky, které jsou pravděpodobně vhodné pro použití v konkrétních situacích ve sportu. Měly by být předmětem dalšího zkoumání | Rybí oleje                                                                                       |
| Doplňky vhodné pro použití v konkrétních situacích ve sportu                    | Vápník                                                                                                | Doplňky, které jsou pravděpodobně vhodné pro použití v konkrétních situacích ve sportu. Měly by být předmětem dalšího zkoumání | Kvercetin                                                                                        |
| Doplňky vhodné pro použití v konkrétních situacích ve sportu                    | Železo                                                                                                | Doplňky, které jsou pravděpodobně vhodné pro použití v konkrétních situacích ve sportu. Měly by být předmětem dalšího zkoumání | Probiotika pro podporu imunity                                                                   |
| Doplňky vhodné pro použití v konkrétních situacích ve sportu                    | Probiotika                                                                                            | Doplňky, které jsou pravděpodobně vhodné pro použití v konkrétních situacích ve sportu. Měly by být předmětem dalšího zkoumání | Další polyfenoly s antioxidačními a protizánětlivými účinky                                      |
| Doplňky vhodné pro použití v konkrétních situacích ve sportu                    | Multivitaminy/minerály                                                                                | Doplňky, které jsou pravděpodobně vhodné pro použití v konkrétních situacích ve sportu. Měly by být předmětem dalšího zkoumání |                                                                                                  |
| Doplňky vhodné pro použití v konkrétních situacích ve sportu                    | Vitamin D                                                                                             | Doplňky, které jsou pravděpodobně vhodné pro použití v konkrétních situacích ve sportu. Měly by být předmětem dalšího zkoumání |                                                                                                  |
| Doplňky vhodné pro použití v konkrétních situacích ve sportu                    | Elektrolyty                                                                                           | Doplňky, které jsou pravděpodobně vhodné pro použití v konkrétních situacích ve sportu. Měly by být předmětem dalšího zkoumání |                                                                                                  |
| Doplňky vhodné pro použití v konkrétních situacích ve sportu                    | Kofein                                                                                                | Doplňky, které jsou pravděpodobně vhodné pro použití v konkrétních situacích ve sportu. Měly by být předmětem dalšího zkoumání |                                                                                                  |
| Doplňky vhodné pro použití v konkrétních situacích ve sportu                    | Kreatin                                                                                               | Doplňky, které jsou pravděpodobně vhodné pro použití v konkrétních situacích ve sportu. Měly by být předmětem dalšího zkoumání |                                                                                                  |
| Doplňky vhodné pro použití v konkrétních situacích ve sportu                    | Bikarbonát                                                                                            | Doplňky, které jsou pravděpodobně vhodné pro použití v konkrétních situacích ve sportu. Měly by být předmětem dalšího zkoumání |                                                                                                  |
| Skupina C                                                                       | Skupina C                                                                                             | Skupina D | Skupina D                                                                                        |
| Doplňky, které postrádají důkazy o příznivých účincích v rámci sportovní výživy | Ribosa                                                                                                | Látky zakázané nebo nepříznivě ovlivňující zdraví                                                                              | Stimulanty: - Efedrin - Strychnin - Sibutramin - Methylhexanamin - Ostatní rostlinné stimulanty  |
| Doplňky, které postrádají důkazy o příznivých účincích v rámci sportovní výživy | Koenzym Q 10                                                                                          | Látky zakázané nebo nepříznivě ovlivňující zdraví                                                                              | Stimulanty: - Efedrin - Strychnin - Sibutramin - Methylhexanamin - Ostatní rostlinné stimulanty  |
| Doplňky, které postrádají důkazy o příznivých účincích v rámci sportovní výživy | Ženšen                                                                                                | Látky zakázané nebo nepříznivě ovlivňující zdraví                                                                              | Stimulanty: - Efedrin - Strychnin - Sibutramin - Methylhexanamin - Ostatní rostlinné stimulanty  |
| Doplňky, které postrádají důkazy o příznivých účincích v rámci sportovní výživy | Další přírodní látky (Rozchodnice, Cordyceps)                                                         | Látky zakázané nebo nepříznivě ovlivňující zdraví                                                                              | Stimulanty: - Efedrin - Strychnin - Sibutramin - Methylhexanamin - Ostatní rostlinné stimulanty  |
| Doplňky, které postrádají důkazy o příznivých účincích v rámci sportovní výživy | Glukosamin                                                                                            | Látky zakázané nebo nepříznivě ovlivňující zdraví                                                                              | Stimulanty: - Efedrin - Strychnin - Sibutramin - Methylhexanamin - Ostatní rostlinné stimulanty  |
| Doplňky, které postrádají důkazy o příznivých účincích v rámci sportovní výživy | Chromium pikolinát                                                                                    | Látky zakázané nebo nepříznivě ovlivňující zdraví                                                                              | Prohormony a hormonální boostery: - DHEA - Androstendion - Nonandrostendion - Ostatní prohormony |
| Doplňky, které postrádají důkazy o příznivých účincích v rámci sportovní výživy | Okysličené vody                                                                                       | Látky zakázané nebo nepříznivě ovlivňující zdraví                                                                              | Prohormony a hormonální boostery: - DHEA - Androstendion - Nonandrostendion - Ostatní prohormony |
| Doplňky, které postrádají důkazy o příznivých účincích v rámci sportovní výživy | MCT oleje                                                                                             | Látky zakázané nebo nepříznivě ovlivňující zdraví                                                                              | Prohormony a hormonální boostery: - DHEA - Androstendion - Nonandrostendion - Ostatní prohormony |
| Doplňky, které postrádají důkazy o příznivých účincích v rámci sportovní výživy | ZMA                                                                                                   | Látky zakázané nebo nepříznivě ovlivňující zdraví                                                                              | Prohormony a hormonální boostery: - DHEA - Androstendion - Nonandrostendion - Ostatní prohormony |
| Doplňky, které postrádají důkazy o příznivých účincích v rámci sportovní výživy | Inosin                                                                                                | Látky zakázané nebo nepříznivě ovlivňující zdraví                                                                              | Prohormony a hormonální boostery: - DHEA - Androstendion - Nonandrostendion - Ostatní prohormony |
| Doplňky, které postrádají důkazy o příznivých účincích v rámci sportovní výživy | Pyruvát                                                                                               | Látky zakázané nebo nepříznivě ovlivňující zdraví                                                                              | Prohormony a hormonální boostery: - DHEA - Androstendion - Nonandrostendion - Ostatní prohormony |
| Doplňky, které postrádají důkazy o příznivých účincích v rámci sportovní výživy | Zbytek - tedy látky, které nejsou uvedeny v žádné skupině, budou pravděpodobně patřit do této skupiny | Látky zakázané nebo nepříznivě ovlivňující zdraví                                                                              | Tribulus terrestris a další látky zvyšující produkci testosteronu: - Glycerol - Kolostrum        |